# Enrique Martí Perla
Enrique Martí Perla fue un arquitecto español, titulado en 1898. Dirigió la Escuela de Artes y Oficios y fue vicesecretario del Colegio de Arquitectos de Madrid.
Presentó a finales del siglo XIX una propuesta para el concurso del nuevo Matadero y Mercado Municipal de Ganados de la dehesa de la Arganzuela que finalmente logró Joaquín Saldaña. Especializado (al igual que otros arquitectos de la época como Fernando de Escondrillas, o Francisco Alonso Martos) a comienzos del siglo XX en la construcción de colonias y de casas baratas en Madrid. 
Una de las colonias que le hizo famoso fue la que construyó en 1920, y que se denominaba Colonia de los Carteros (construida sobre la Huerta del Catalán). Proyectó las dos centrales telefónicas de la "Compañía Madrileña de Teléfonos" en las calles de Jordán y Hermosilla, que se construyeron en 1916 y 1917. Está enterrado en el Valle de Cuelgamuros.